# Shep Gordon

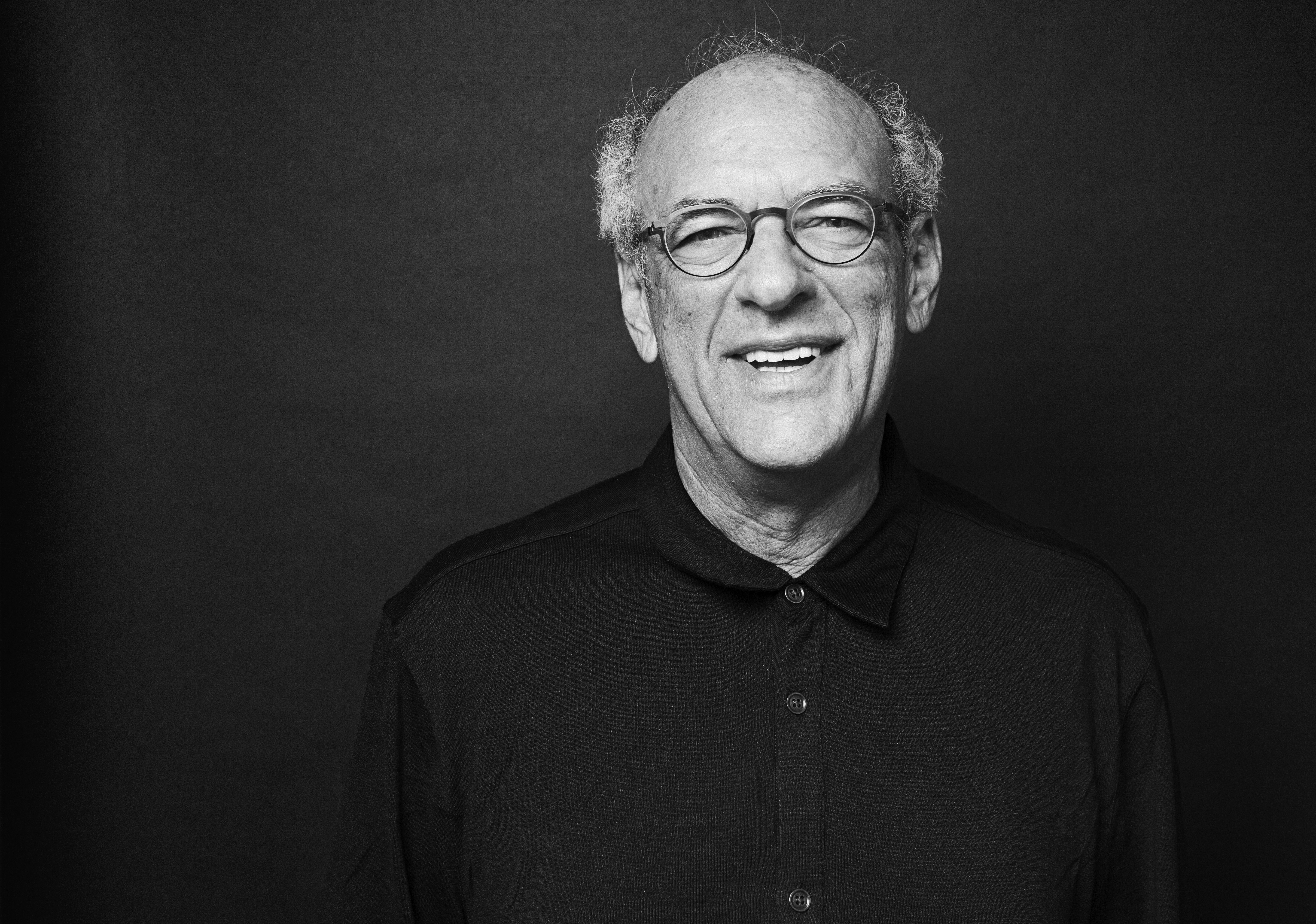
Shep Gordon, 2014

Shep E. Gordon (* 18. Oktober 1945 in Jackson Heights, Queens, New York) ist ein US-amerikanischer Musikmanager, Künstleragent und Filmproduzent.

## Biografie
Gordon wurde 1945 in Jackson Heights, einem Viertel im New Yorker Stadtbezirk Queens, geboren. 1968 erwarb er einen Bachelor in Soziologie an der University of Buffalo. In Los Angeles nahm er einen Job als Bewährungshelfer an.

### Musikmanager
Nachdem er 1968 die Band Alice Cooper kennen gelernt hatte, begann er sie zusammen mit seinem Partner Joe Greenberg zu managen. 1969 war Gordon Mitgründer der Agentur Alive Enterprises.
Zu den weiteren Musikern und Bands von Alive Enterprises gehören Anne Murray, Blondie, Teddy Pendergrass, Luther Vandross, Ben Vereen, Burton Cummings, The Calloways, Squeeze, Frankie Valli, Gary Wright, George Clinton, Gipsy Kings, Groucho Marx, Jean-Luc Ponty, Johnny Clegg, Kenny Loggins, King Sunny Ade, Lisa Fischer, Majek Fashek, Maurice White, Michelle Shocked, Mtume, New Riders of the Purple Sage, Pink Floyd, Pointer Sisters, Raquel Welch, Rick James, Sarah Miles, Stephanie Mills und Yvonne Elliman.
Gordon war Partner von Sammy Hagar beim Nachtclub und Restaurant Cabo Wabo Cantina. Er unterstützte Willie Nelson bei der Kreation des „Old Whiskey River Bourbon“.

### Manager von Spitzenköchen
1993 gründete Gordon Alive Culinary Resources, die erste Agentur für Köche. Zu den von der Agentur betreuten Köchen zählen Celestino Drago, Charlie Trotter, Daniel Boulud, Dean Fearing, Emeril Lagasse, Jimmy Schmidt, Jonathan Waxman, Larry Forgione, Lydia Shire, Mark Miller, Mark Tarbell, Nobu Matsuhisa, Peter Merriman, Piero Selvaggio, Pino Luongo, Rovert Del Grande, Roger Vergé, Roy Yamaguchi, Sam Choy, Wolfgang Puck und Alan Wong.
Daneben ist Gordon an mehreren Restaurants beteiligt.

### Filmproduzent
Gordons erster Film als Produzent, Die Duellisten, wurde bei den Internationalen Filmfestspielen von Cannes 1977 als bester Debütfilm ausgezeichnet. Gordon gründete die erste unabhängige Filmproduktionsfirma der USA, Alive Films, die 1980 die Musikkomödie Roadie mit Meat Loaf produzierte. 1983, entstand in Partnerschaft mit Island Records die Firma Island Alive, zu deren Filmen Koyaanisqatsi, Kuß der Spinnenfrau und Stop Making Sense zählen.
Gordon war Executive Producer von Wes Cravens Shocker und Haus der Vergessenen, ebenso von John Carpenters Die Fürsten der Dunkelheit und Das Dorf der Verdammten.
Mike Myers drehte 2013 den Dokumentarfilm Supermensch – Wer ist Shep Gordon?.
Gordons Autobiografie They Call Me Supermensch: A Backstage Pass to the Amazing Worlds of Film, Food, and Rock ’n’ Roll erschien im September 2016 und schaffte es auf die New York Times Best Seller List.

## Philanthrop
Gordon ist im Aufsichtsrat des Tibet Fund, zusammen mit dem Dalai Lama, für den er bei etlichen Gelegenheiten kochte. Er organisierte Besuche des Dalai Lama an der University of Buffalo 2006 und in Maui 2007.
Gordon organisiert ein jährliches Wohltätigkeitsdinner in Maui. Seit 2008 hat er über eine Million Mahlzeiten für Bedürftige organisiert.

## Auszeichnungen
- University at Buffalo Distinguished Alumni Award
- Hawaii Restaurant Association Hall Of Fame Inductee
- Maui Film Festival Maverick Award
- Fest Forward Lifetime Achievement Award
- National Conference of Personal Managers Hall of Fame Inductee
- Tibet Fund Friend of Tibet Award
- Hawaii European Cinema Maverick Award
- Hawaii Food And Wine Festival Honoree
- Culinary Institute of America Leadership Award